# Niveria harriettae
Niveria harriettae là một loài ốc biển nhỏ, là động vật thân mềm chân bụng sống ở biển trong họ Triviidae.
This species was described by Dirk Fehse and Jozef Grego năm 2010, và được tìm thấy ở Biển Caribe.